# ALICE (experiment)
A Large Ion Collider Experiment, zkráceně ALICE, je projekt/experiment Evropské organizace pro jaderný výzkum (CERN), který probíhá na urychlovači LHC (Large Hadron Collider). Zabývá se studiem kvark-gluonového plazmatu, což je hmota, která vznikla těsně po velkém třesku.
ALICE je též název detektoru, který k tomuto experimentu slouží.
Projektu se účastní více než 1000 vědců z více než 100 fyzikálních ústavů ve 30 zemích.

## ALICE (detektor)
ALICE je detektor (soubor detektorů) těžkých iontů. Přijímá paprsky z urychlovače LHC. Zachytává částice, které vznikly rozpadem kvark-gluonového plazmatu.
Nachází se poblíž vesnice St Genis-Pouilly ve Francii. Je umístěn 56 m pod zemským povrchem.

### Parametry[1]
- hmotnost: 10 000 tun
- délka: 26 m
- výška: 16 m
- šířka: 16 m

ALICE se skládá z velkého magnetu, do kterého byly vloženy válcové detektory. Je zde vnitřní dráhový systém (Inner Tracking System) složený z šesti vrstev křemíkových detektorů. Hlavním detektorem je válcová časová projekční komora (Time Projection Chamber). Dalšími detektory jsou Transition Radiaton Detector (TRD), Time Of Flight (TOF), EMCAL, DCAL, PHOS a HMPID. Dále se zde nachází dlouhé mionové rameno s dipólovým magnetem.

## Kvark-gluonové plazma
Je to forma hmoty a jeden z typů plazmatu. Existuje při extrémně vysokých teplotách a tlacích.
Vytvořilo se několik mikrosekund po velkém třesku. Obsahuje kvarky a gluony.
ALICE se zabývá expanzí a ochlazováním této hmoty a studiem částic, které vznikají při jejím rozpadu.

## Princip experimentu
Protony se skládají z kvarků, které drží pohromadě díky silné interakci, kterou zajišťují gluony. Za běžných podmínek jsou kvarky a gluony pevně svázány.
V urychlovači částic dochází ke srážkám dvou jader olova. Při tomto ději vzniká teplota až 100 000x vyšší, než jaká je teplota ve středu Slunce. Jsou tak vytvořeny podmínky podobné těm, které nastaly po velkém třesku.
V těchto extrémních podmínkách dochází k tomu, že se kvarky a gluony začnou na krátkou dobu chovat jako volné částice. Tento stav se nazývá kvark-gluonové plazma.
Tato hmota se roztahuje a ochlazuje. Nakonec dochází k jejímu rozpadu na částice.
Částice vylétávající z urychlovače jsou zachycovány na detektoru ALICE. Válcová časová projekční komora (Time Projection Chamber), která je hlavním detektorem, je schopna registrovat tisíce drah, které v ní tyto částice zanechaly. Komora je naplněna plynem, který je průletem částic ionizován. Vznikají volné elektrony.